# 札幌市立清田緑小学校
札幌市立清田緑小学校（さっぽろしりつ きよたみどりしょうがっこう）は、北海道札幌市清田区清田7条3丁目にある市立小学校。

## 概要

### 教育目標
- 未来を生きぬく子どもをめざし
  - やさしさ（愛情）、するどさ（探求）、たくましさ（強靱）を育てよう

### 校歌・校木
- 札幌市立清田緑小学校校歌 - 作詞：安藤鉄夫、作曲：上元芳男
- 校木 - 藤

## 沿革
- 1983年（昭和58年）11月1日 - 札幌市立清田緑小学校の設置が認可される。
- 1983年（昭和58年）12月21日 - 校歌（作詞：安藤鉄夫、作曲：上元芳男）・校章（デザイン：土井善範）が完成する。
- 1984年（昭和59年）3月26日 - 開校式、祝賀会を挙行。札幌市立清田南小学校より572名（15学級）転入。
- 1993年（平成5年）11月26日 - 開校10周年記念式典を挙行。
- 1998年（平成10年）10月3日 - 開校15周年を祝う会を挙行。
- 2003年（平成15年）10月24日 - 開校20周年記念式典を挙行。

## その他
- 札幌市教育委員会の事業である「札幌市学校図書館地域開放事業」の指定校となっている。